# Бораш Новый
Бора́ш Но́вый (укр. Бораш Новий, крымскотат. Yañı Boraş, Янъы Бораш) — исчезнувшее село в Первомайском районе Республики Крым, располагавшееся в центре района, в степной части Крыма, примерно в 2,5 километрах севернее современного села Братское.

## История
Первое документальное упоминание села встречается в Статистическом справочнике Таврической губернии. Ч.II-я. Статистический очерк, выпуск пятый Перекопский уезд, 1915 год, согласно которому на хуторе Бораш (Рампа) Александровской волости Перекопского уезда числилось 2 двора с немецким населением в количестве 8 человек приписных жителей и 31 — «посторонних».
После установления в Крыму Советской власти и учреждения 18 октября 1921 года Крымской АССР, в составе Джанкойского уезда был образован Курманский район, в состав которого включили село. В 1922 году уезды получили название округов. 11 октября 1923 года, согласно постановлению ВЦИК, в административное деление Крымской АССР были внесены изменения, в результате которых был ликвидирован Курманский район и село включили в состав Джанкойского. Согласно Списку населённых пунктов Крымской АССР по Всесоюзной переписи 17 декабря 1926 года, на хуторе Бораш Новый, Акчоринского (русского) сельсовета Джанкойского района, числилось 6 дворов, из них 4 крестьянских, население составляло 27 человек, из них 15 немцев, 1 русский, 11 записаны в графе «прочие». В последний раз селение встречается на карте 1931 года.